# Alnus rhombifolia
Alnus rhombifolia là một loài thực vật có hoa trong họ Betulaceae. Loài này được Nutt. mô tả khoa học đầu tiên năm 1842.

## Hình ảnh

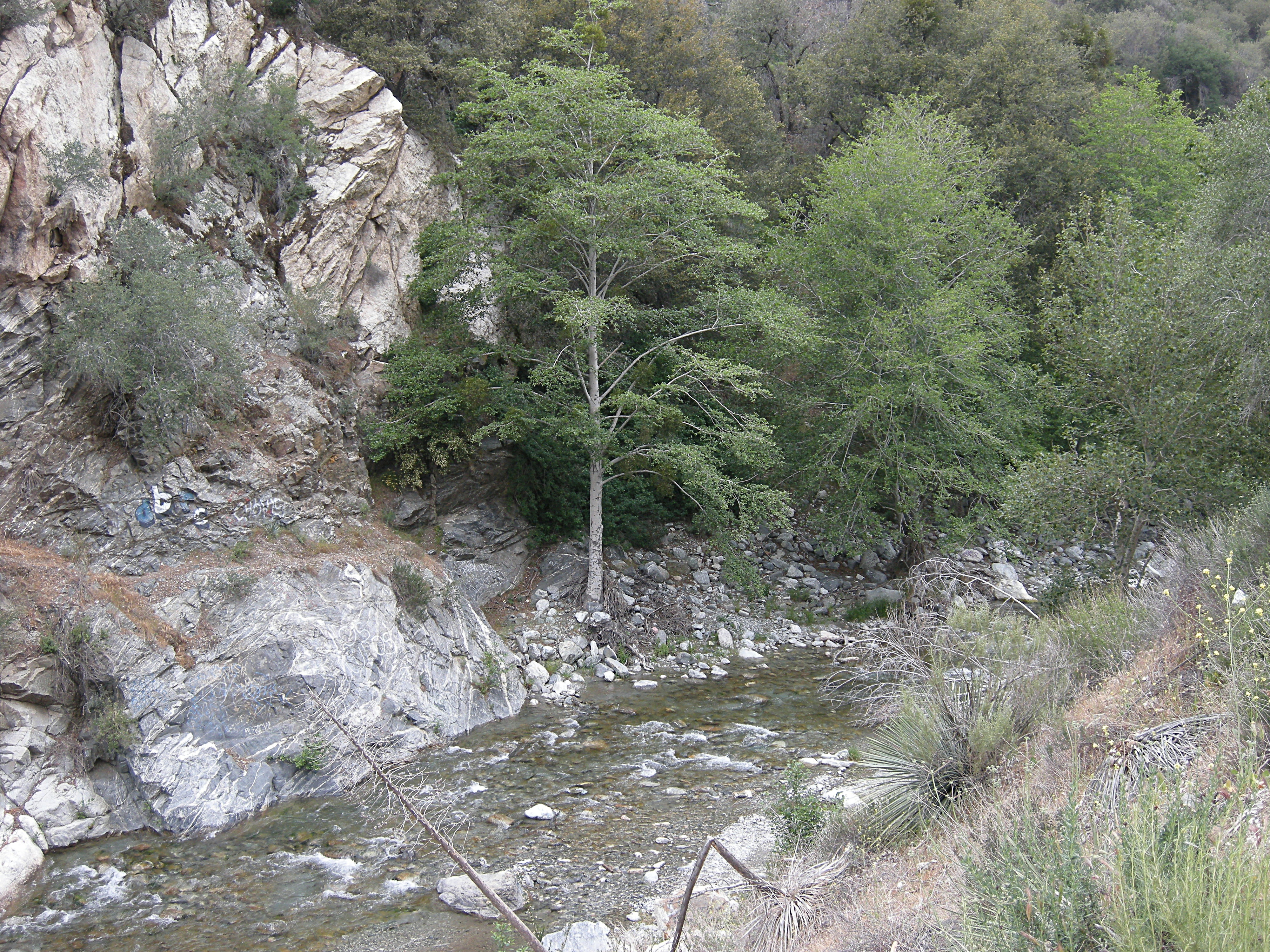
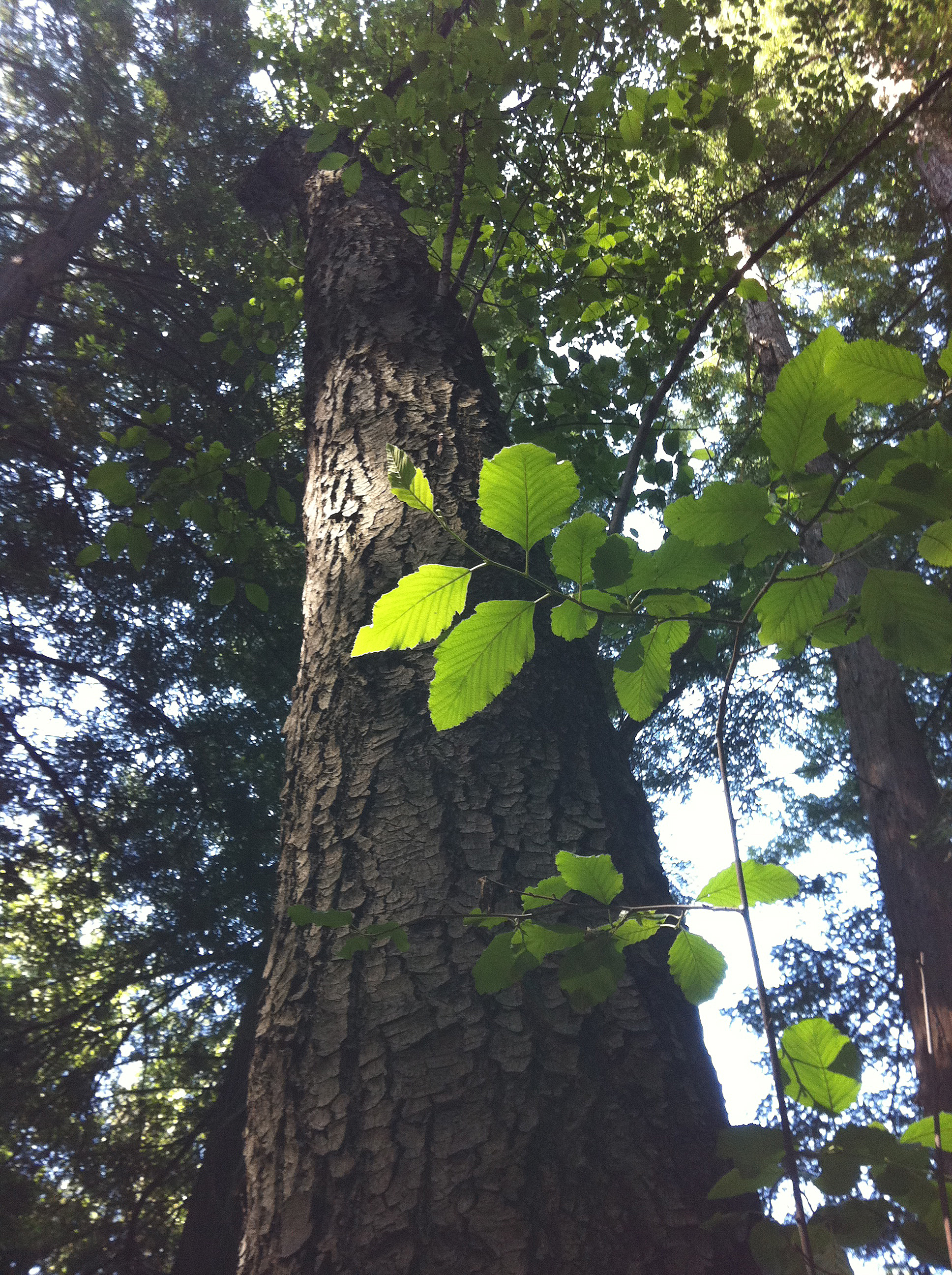
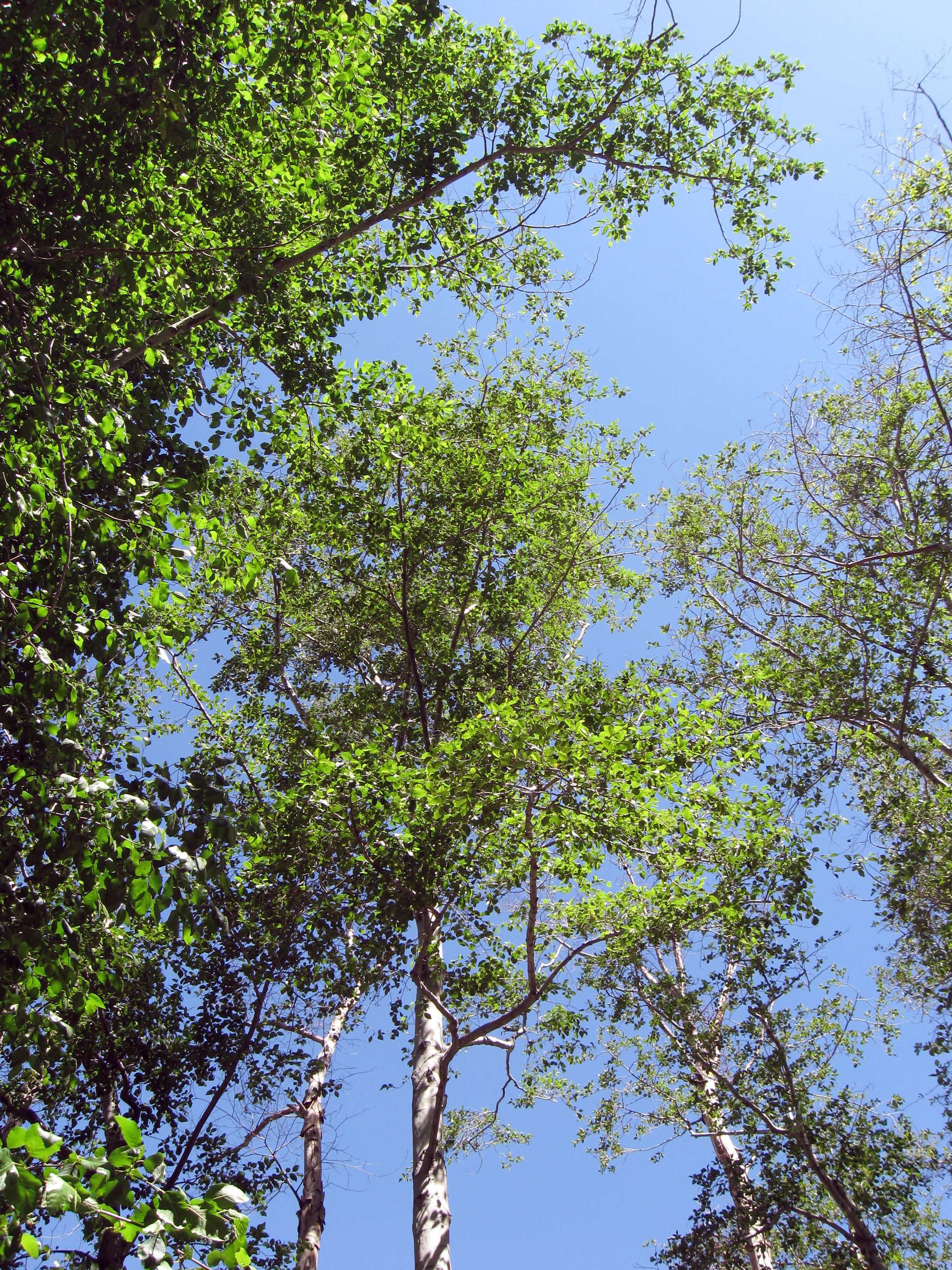